# Дача Демидова
Дача Демидова — бывшая усадьба Петергофской дороги, расположенная на границе между парком Новознаменка и улицей Чекистов, на юго-западе Санкт-Петербурга. Построена во второй половине XVIII века. Усадьба известна по одному из владельцев — Петру Григорьевичу Демидову. Является объектом культурного наследия федерального значения.

## История
Первоначально имение (приморский двор, мыза) принадлежало адмиралу Федору Матвеевичу Апраксину. В 1714 он получил "двухместную" дачу западнее дачи адмирала И. М. Головина. В этом же году имение было передано А. М. Девиеру, адъютанту Петра Первого. После ссылки Девиера, участок получил морской капитан В. М. Арсеньев, шурин А. Д. Меншикова. Арсеньев в 1735 году продал участок Александру Львовичу Нарышкину. После его смерти (1745) участком владели наследники (жена, два сына).
В 1774 году братья Демидовы приобретают соседние участки на Петергофской дороге. Восточная усадьба Александра Демидова известна позже  как дача Э. Е. Эбсворта "Литания". Для брата Петра Григорьевича архитектор Иван Старов построил аналогичный ансамбль. Вниз, в сторону Петергофской дороги и Финского залива спускался парк с прудом. Разбитый на приморской террасе верхний парк являлся пейзажным.
Впоследствии усадьба несколько раз меняла владельцев. Был и другой Демидов - Никита Акинфиевич, известный заводчик. В 1840-х годах для Егора Андреевича Матисена архитектор Гаральд Боссе строит новый дом. От фамилии Матисен происходит название Матисова канала в кварталах Балтийской жемчужины. Последним хозяином стал генерал-майор Константин Карлович Штрандман (1829 — 1913). От его немецкой фамилии было образовано название улицы Штрамповки, которая вошла в застройку западной части улицы Чекистов.
После революции 1917 года в усадебном доме располагалась школа-колония имени Короленко.
Во время Великой Отечественной войны здесь территория усадьбы стало местом боя одного из Стрельнинских морских десантов с немцами, которые оккупировали эту часть пригорода Ленинграда. Здесь в октябре 1941 года погибли порядка 180 советских солдат, а сам штурм укреплений противника оказался неудачным. В годы войны усадьба сильно пострадала, утратила свой первоначальный облик и фактически была заново отстроена. В результате, западный дом был разобран, а восточный — перестроен с надстройкой. Здесь была сделана перепланировка, а здание стало выполнять функции жилого дома.

## Современность
В 2017 году здание перевели в нежилой фонд и отдали в управление государственной библиотечной сети. Планировалось, что после реконструкции в доме откроется библиотека. Однако, к началу 2023 года работы в здании так и не начались, дом продолжил разрушаться. КГИОП подал в суд на ГУ «Централизованная библиотечная система Красносельского района» с требованием провести реставрацию в срок до 4 лет.